# Viktor Pečovský
Viktor Pečovský (* 24. května 1983, Brezno) je slovenský fotbalový záložník a reprezentant, od roku 2011 hráč klubu MŠK Žilina.

## Klubová kariéra
Viktor Pečovský začal svou fotbalovou pouť ve slovenském klubu Tatran Čierny Balog, odkud v roce 1998 přešel do Dukly Banská Bystrica. V sezóně 1999/00 se propracoval do A-týmu a debutoval v Corgoň lize. V sezóně 2004/05 vyhrál s Duklou slovenský pohár.
V červnu 2011 přestoupil do slovenského popředního klubu MŠK Žilina, s nímž v sezóně 2011/12 získal tzv. double, tedy opět slovenský pohár a také ligový titul. V zimní přestávce v lednu 2013 se podílel během přípravného utkání jedním gólem na debaklu domácího polského klubu Ruch Chorzów. Žilina zvítězila 9:2, přičemž o poločase vedla 6:0.

V sezóně 2016/17 Fortuna ligy získal se Žilinou další titul.

## Reprezentační kariéra

### Mládežnické reprezentace
Viktor Pečovský působil v různých mládežnických reprezentacích Slovenska včetně výběru do 21 let. V roce 2002 se zúčastnil Mistrovství Evropy hráčů do 19 let v Norsku, kde získal s týmem bronzové medaile. Díky tomu postoupilo Slovensko o rok později na Mistrovství světa hráčů do 20 let 2003 ve Spojených arabských emirátech, jehož se Pečovský také zúčastnil (Slovensko prohrálo v osmifinále 1:2 po prodloužení s Brazílií). Ve třetím posledním střetnutí Slovenska v základní skupině proti Panamě 4. prosince 2003 vstřelil gól a rozhodl tak o výhře 1:0.

### A-mužstvo
6. srpna 2012 byl poprvé nominován trenérskou dvojicí Stanislav Griga a Michal Hipp do A-mužstva pro přátelský zápas proti domácímu Dánsku, v tomto zápase nastoupil ve druhém poločase, Slovensko zvítězilo 3:1. 7. září 2012 byl v kvalifikačním utkání s domácí Litvou vyloučen v 55. minutě, oslabený slovenský tým remizoval 1:1. V únoru 2013 odehrál přátelský zápas v Bruggách s domácí Belgií. Nastoupil v základní sestavě a odehrál celé utkání. Slovensko sahalo po remíze, ale nakonec utkání prohrálo 1:2 gólem Driese Mertense z 90. minuty.
V březnu 2013 figuroval v nominaci slovenského národního týmu pro kvalifikační zápas s Litvou (22. března) a přátelské utkání se Švédskem (26. března, oba zápasy měly dějiště v Žilině na stadiónu Pod Dubňom). Nastoupil pouze v zápase proti Litvě, který skončil remízou 1:1. První gól v A-mužstvu vstřelil 6. září 2013 na stadionu Bilino Polje v Zenici domácí Bosně a Hercegovině, a byla to vítězná trefa znamenající výhru 1:0 pro slovenský tým (a zároveň první porážku bosenského týmu v tomto kvalifikačním cyklu). Toto vítězství také znamenalo uchování určité naděje na postup Slovenska na MS 2014 v Brazílii. Nastoupil i v odvetném kvalifikačním zápase s Bosnou a Hercegovinou 10. září 2013 v Žilině, Slovensko podlehlo svému balkánskému soupeři 1:2 a ztratilo naději alespoň na baráž o Mistrovství světa 2014 v Brazílii. 15. listopadu 2013 hrál na Městském stadionu ve Vratislavi proti domácímu Polsku, přátelský zápas skončil výsledkem 2:0 pro Slovensko. 19. listopadu 2013 dostal příležitost v přátelském utkání proti Gibraltaru, které mělo dějiště v portugalském Algarve ve městě Faro a bylo vůbec prvním oficiálním zápasem Gibraltaru po jeho přijetí za 54. člena UEFA v květnu 2013. V zápase se zrodila překvapivá remíza 0:0, za slovenský výběr nastoupili hráči z širšího reprezentačního výběru a také několik debutantů. Viktor odehrál kompletní utkání.
9. října 2014 byl u vítězství 2:1 v kvalifikačním zápase na EURO 2016 proti Španělsku. Slovensko po úvodní výhře nad Ukrajinou vyhrálo i nad úřadujícími mistry Evropy Španěly a potvrdilo tak výborný vstup do kvalifikace. Se slovenskou reprezentací slavil 12. října 2015 postup na EURO 2016 ve Francii (historicky první postup na evropský šampionát pro Slovensko od rozdělení Československa).

#### EURO 2016
Trenér Ján Kozák jej zařadil do 23členné nominace na EURO 2016 ve Francii, kam se Slovensko probojovalo poprvé v éře samostatnosti.
V prvním utkání proti Walesu (prohra 1:2) nenastoupil. Ve druhém zápase proti Rusku byl u výhry 2:1. V posledním zápase základní skupiny proti Anglii opět hrál (remíza 0:0). Slovenští fotbalisté skončili se 4 body na třetím místě tabulky, v osmifinále se představili proti reprezentaci Německa (porážka 0:3, Pečovský nenastoupil) a s šampionátem se rozloučili.

### Reprezentační zápasy a góly
Zápasy Viktora Pečovského za A-mužstvo Slovenska
| 2012                | 5  | 0 |
| 2013                | 9  | 1 |
| 2014                | 8  | 0 |
| 2015                | 8  | 0 |
| 2016                | 5  | 0 |
| Celkem              | 35 | 1 |
| Platí k 16. 6. 2017 |    |   |

Góly Viktora Pečovského za A-mužstvo Slovenska
| 010                 | 6. 9. 2013 | Bilino Polje, Zenica, Bosna a Hercegovina | Bosna a Hercegovina | 00:1 | 0:1 | kvalifikace na MS 2014 |
| Platí k 16. 6. 2017 |            |                                           |                     |      |     |                        |